# 南郷町中央公園野球場

ホーム側から見たグラウンド

南郷町中央公園野球場（なんごうちょうちゅうおうこうえんやきゅうじょう）は、宮崎県日南市の南郷町中央公園にある野球場。愛称は南郷スタジアム。CL・イキグループが指定管理者として運営管理を行っている。

## 歴史
現在、日南市の一地区となっている旧・南那珂郡南郷町は以前から、町おこしの一環としてプロ野球のキャンプ地を誘致していた。一方、コクドを中心とする西武グループは当時、同町にある系列のプリンスホテル（日南海岸南郷プリンスホテル）を核とした観光リゾート開発に注力しており、観光PR策を模索していた。この両者の思惑が一致し、西武グループ傘下の西武ライオンズ（現-埼玉西武ライオンズ）が2001年11月から中央公園内で秋季キャンプを実施するようになった。
南郷町は引き続き、当時高知県吾川郡春野町（現・高知市）で行われていた春季キャンプについても南郷町で実施できるよう誘致を進め、それに合わせて同町と宮崎県は2002年1月に地元特産の飫肥杉の集成材を使用した室内練習場を完成させ、「南郷くろしおドーム」と命名。更に中央公園野球場も全面改築されることになった。それが結実し、2003年から春季キャンプ（A班）は南郷町で行われることが一旦内定したものの、野球場の改築が遅れたことや、春野町側との調整が難航したことから1年先送りとなり、実際には野球場改築後の2004年からの実施となった。
2009年3月に新設合併で南郷町が合併により日南市となったが、以前から、日南市は天福球場、東光寺野球場を会場として広島東洋カープがキャンプを張っているので、結果的に日南市は3つの球場で2つの球団がキャンプを張ることになる。
2023年より九州アジアリーグの公式戦に参加した宮崎サンシャインズが、同年は3試合の開催を予定し、4月22日に最初の試合が実施された。

## 施設概要
- 両翼：100m、中堅：122m
- 内野：黒土混合土、外野：天然芝（ティフトン芝）
- スコアボード：磁気反転式（富士通フロンテック製）
- 収容人員：10,000人

## 中央公園その他の施設

南郷くろしおドーム

- 南郷くろしおドーム
  - 多目的運動施設（屋内練習場）
- 運動広場
- テニスコート
- 弓道場

ほか

## 交通
- JR日南線南郷駅から徒歩約15分